# セレンテラジン
セレンテラジン (Coelenterazine) は、発光分子として知られるルシフェリンの1つである。7つの門にまたがる多くの水生生物に見られる。Renilla reniformis ルシフェラーゼ (Rluc)、Gaussia ルシフェラーゼ (Gluc) など多くのルシフェラーゼや、イクオリン、オベリンといった発光タンパク質の基質となり、化学反応を起こすと同時に発光する。ただし、必ずしも発光する水生生物だけに見られる化合物ではなく、発光しない水生生物の体内に含まれている場合もある。

## 歴史
セレンテラジンは、それぞれ発光生物ウミシイタケ (Renilla reniformis) と、腔腸動物 (coelenterata) のオワンクラゲを研究していた2つのグループによって、同時期に独立に、分離され、同定された。両グループは知らないうちに両発光システムにおいて同一の化合物が使われることを発見したが、分子の名前は腔腸動物 (coelenterata) に因んでいる。また、2つの主要な代謝産物のセレンテラミドとセレンテラミンの名もそれぞれの官能基に基いて名づけられた。
セレンテラジンはオワンクラゲで発見されたものの、その後オワンクラゲ自身はセレンテラジンを生合成しておらず、主に甲殻類、カイアシ類の摂食を通じて獲得することが示された。

## 所在
セレンテラジンは次のような海洋生物に広く見られる。
- 放散虫
- 有櫛動物
- オワンクラゲ、オベリアクラゲ、ウミシイタケ（英語版）などの刺胞動物
- ホタルイカやコウモリダコなどの頭足類
- マルトゲヒオドシエビ（スウェーデン語版）やオキヒメヒオドシエビなどのエビ類
- Pleuromamma xiphias（スウェーデン語版） や [[Gaussia princeps (カイアシ類)|Gaussia princeps]]（[[:en:Gaussia princeps (copepod)|英語版]]） などのカイアシ類
- 毛顎動物[5]
- ソトオリイワシ科やハダカイワシ科の一部など魚類
- Amphiura filiformis（英語版） などの棘皮動物

なお、セレンテラジンはタイセイヨウニシンや、ホッコクアカエビおよび Pandalus platyuros（英語版） を含むエビ類など、発光しない生物からも分離されている。

## 性質

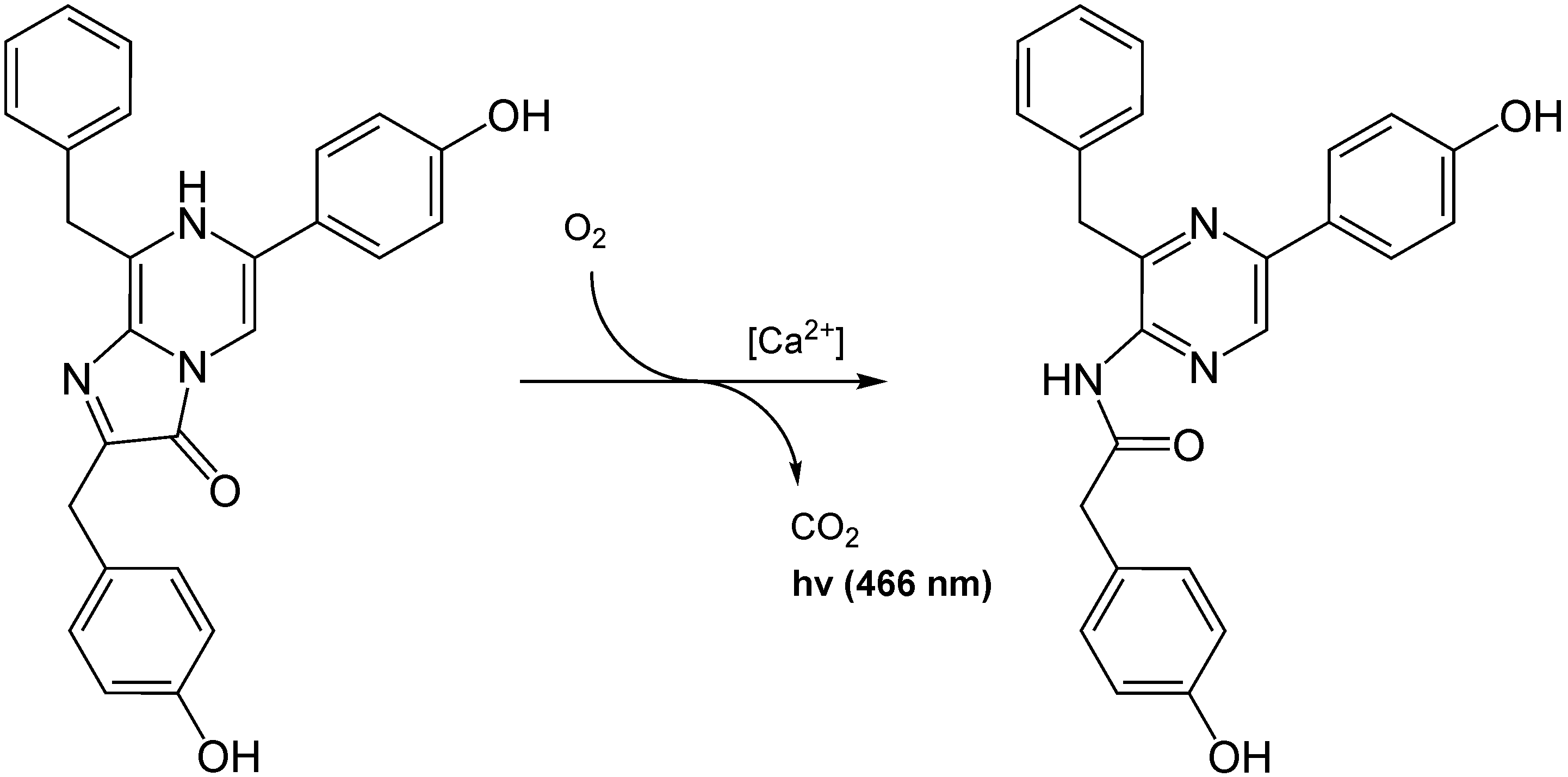
イクオリン触媒によりセレンテラジン（左）は酸化されセレンテラミドとなる。この酸化過程で生じる高エネルギーで不安定な中間体が、エネルギーの低い安定な状態状態になる際に、差分のエネルギーを光として放出することによって発光する。

セレンテラジンは橙黄色の結晶を生じる。メタノール中のセレンテラジンは、波長 435 nm をピークとして紫外光および可視光を吸収し、黄色を呈する。好気性条件下もしくはジメチルホルムアミドや DMSO など有機溶媒の一部の中では自発的に酸化されるため、メタノールや不活性気体中で保存することが望ましい。

## セレンテラジン誘導体の合成
生物物理学的性質を向上させるため、セレンテラジンの誘導体が、多成分戦略など様々な方法で合成されている。